# Thysanodesma praeteritalis
Thysanodesma praeteritalis is een vlinder uit de familie van de grasmotten (Crambidae), uit de onderfamilie van de Pyraustinae. De wetenschappelijke naam van deze soort is voor het eerst voorgesteld als Asopia praeteritalis door Francis Walker in een publicatie uit 1859.
De soort komt voor in Sri Lanka.